# Conflicte de Batkén
El conflicte de Batkén (en kirguís: Баткен окуясы, en rus: Баткенские события) va ser un període d'enfrontaments armats entre militants del Moviment Islàmic de l'Uzbekistan (MIU) i les Forces Armades del Kirguizstan, amb el suport a aquestes últimes per part de les Forces Terrestres de l'Uzbekistan. Va ser causat per incursions de militants del MIU en territori uzbek i kirguís des del Tadjikistan i es va centrar, en part, en la demarcació unilateral de la frontera entre el Kirguizstan i l'Uzbekistan per part del segon.

## Antecedents
El 16 de febrer de 1999, la capital uzbeka de Taixkent va experimentar cinc explosions en un atemptat dirigit principalment contra la vida del president Islom Karimov, qui després va culpar d'això als militants del Moviment Islàmic de l'Uzbekistan d'ideologia wahhabista radical. Segons els militants, el seu objectiu era facilitar el derrocament del govern uzbek i del President Karimov, després de la qual cosa s'establiria un Estat islàmic a l'Uzbekistan.

## Esdeveniments

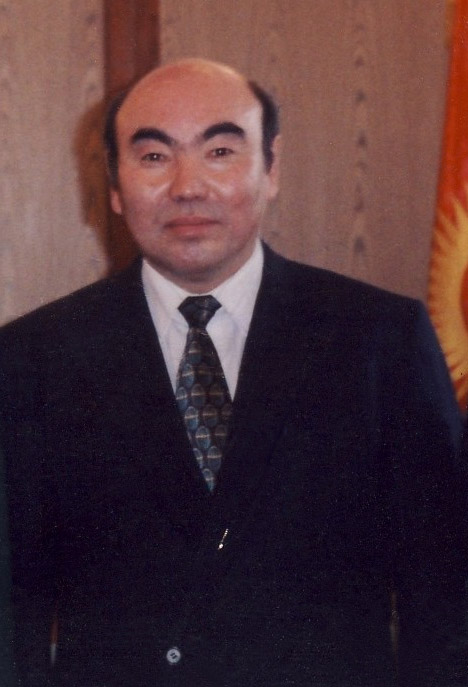
Askar Akayev, el primer president del Kirguizstan independent

En l'estiu d'aquest any, els rebels guerrillers del MIU van envair la regió de Batkén al Kirguizstan (una regió de majoria ètnica uzbeka). Va ser la primera operació verificable del MIU des que es va establir just un any abans. Concretament, la població kirguís de Barak va ser ocupada per forces militants i els seus voltants van ser controlats i bloquejats per forces uzbekes. Durant la intrusió, els rebels van prendre com a ostatges a diverses persones, entre elles un geòleg japonès, que finalment va ser alliberat després que el govern japonès pagués un rescat. Els rebels van exigir a les autoritats kirguises que els proporcionés un pas segur per a creuar a l'Uzbekistan. El vuitè dia del conflicte, l'alcalde Abdrakhman Mamataliev d'Oix, juntament amb tres agents de seguretat, va ser capturat pels militants per a enviar un missatge a les autoritats de Bixkek. Van estar en captivitat durant més d'una setmana fins que van ser alliberats el 13 d'agost després que llargues negociacions s'acordés un acord, que incloïa un helicòpter amb destinació a l'Afganistan.
El 24 d'agost, el ministre de defensa Myrzakan Subanov va ser acomiadat del seu càrrec després que Akayev i el seu govern observessin el que el seu portaveu va qualificar com un fracàs per a "estabilitzar la situació". Només quatre dies després, Akayev va nomenar al General de Divisió Esen Topoev, nadiu de Batkén, com a ministre de defensa. L'1 de setembre, el Primer Ministre rus Vladimir Putin i el Viceprimer Ministre kirguís Boris Silaev es van reunir per a discutir que Rússia proporcionés formalment assistència tècnica a l'exèrcit kirguís per a eliminar els militants. El govern va passar el mes següent enfocant les seves operacions en els militants del MIU a les muntanyes, utilitzant atacs aeris i bombardejos d'artilleria per a ajudar el seu avanç. Per al 25 de setembre, la província de Batkén estava completament lluire de militants, i alguns es van retirar al Tadjikistan. El Govern va detenir 72 civils a Bixkek, dels quals se sospitava que tenien vincles amb els terroristes del MIU.

## Conseqüències
Després que s'acabés el conflicte, el govern uzbek va començar a construir una tanca de filferro espinós i de 2 metres entre els anys 1999 i 2000. El govern uzbek també va insinuar una intervenció militar al país, i el ministre de defensa Hikmatulla Tursunov va declarar que les Forces Armades uzbekes estan disposades a llançar atacs contra refugis dels rebels tant en "llocs pròxims" com en "altres llocs". El conflicte va ser un factor clau en els debats polítics entre el govern d'Amangeldy Muraliyev i l'oposició, que finalment es va incorporar a les eleccions parlamentàries i presidencials d'aquest any. La regió de Batken es va crear com a resposta a les activitats del MIU. El Kirguizstan va acusar l'Uzbekistan d'utilitzar el conflicte per a apoderar-se de grans superfícies de terres agrícoles que li van ser prestades a l'Uzbekistan durant el període soviètic per al seu ús temporal.
El conflicte també va tenir un gran impacte a la comunitat internacional, que va pressionar de manera conjunta a Tadjikistan perquè expulsés al MIU del país, concretament de la Vall de Tavildara, on té el seu centre d'operacions. El MIU va acabar abandonant la vall a finals de 1999 després de la persuasió del Partit del Renaixement Islàmic del Tadjikistan.